# Bagoly borvíz
Bagoly borvíz Tusnád központjában, Szeretszeg és Középtíz találkozásánál található forrás.

## Története
Az alcsíki térségben Tusnád környéke a leggazdagabb ásványvízforrásokban. A bő hozamú források körül több láp (Nádas lápja, Középpatak) is keletkezett, melyek ritka, védett növényeknek és állatoknak adnak otthont.
Tusnád belterületén régen nem volt borvízforrás, a határban feltörő ásványvizet csak a mezei és erdőlő munkálatok alkalmával, vagy vásár- és ünnepnapokon fogyasztották a helybeliek. Általában a gyerekek hordták a vizet, télen kutyaszánon, cserépkorsókban szállították a faluba borvizet. Fennmaradt történetek szerint időnként kutyaszánhúzó versenyt rendeztek, és megesett, hogy a korsók összetörtek.
A falu központjában található artézi kutat 1957-ben fúratták a falu elöljárói, hogy megkönnyítsék a falubelieknek a borvíz használatát. 1960-ban újabb kutat fúrtak a település alszegi részén, ettől kedve a főút mellett található forrást Szeretszegi borvíznek nevezték. 1987-ben a régi, megrongálódott kútfejet egy új, koronás baglyot ábrázoló tölgyfa-kútfejjel cseréltek le, a forrás nevét Bagoly borvízre változtatták.
A borvízforrás közelében 2005-ben borvízmúzeum épült, elsőként az országban. A kalákamunkával épített borvízmúzeum Székelyföld borvíz- és fürdővilágának történetébe nyújt rövid betekintést.

## Használata
Kedvező elhelyezkedése miatt a tusnádi borvizet nem csak a helybeliek használják. Rengeteg környékbeli településről felkeresik a forrást, de átutazók is rendszeresen megtöltik palackjaikat a kútnál.

## Gyógyhatása
Az ásványvíz enyhe hashajtó, epe- és májgyulladást kezelésére használják. Magas jódtartalma miatt golyvás betegségek kezelésére is alkalmas a borvíz.

## Jellegzetessége
Nátrium-kalcium-magnézium-hidrogén-karbonátos típusú ásványvíz.

## Összetétele
| A borvíz vegyi összetétele | mg/l   |
| -------------------------- | ------ |
| Nátrium                    | 165,1  |
| Kálium                     | 13,0   |
| Kalcium                    | 174,8  |
| Magnézium                  | 51,6   |
| Vas                        | 13,1   |
| Klorid                     | 127,7  |
| Szulfát                    | 28,8   |
| Hidrogén-karbonát          | 1031,1 |
| Jód                        | 0,14   |
| Szén-dioxid                | 1760   |
| Kénhidrogén                | 0,08   |